# Jean-François Florent Seigland
Jean-François Florent Seigland, né le 1er août 1825 à Aurignac et mort le 20 novembre 1895 à Paris est un militaire français.

## Biographie
Fils de François Seigland, officier alors en non activité, et de Marie Bertrande Senat, Jean-François Florent Seigland est né le 1er août 1825 à Aurignac.
Retraité depuis septembre 1887, il se marie le 29 janvier 1889 à Paris avec Marie Carlotta de Schreiber, mère d'Henri Claudon, futur général alors élève à l'École supérieure de guerre. 
Par ce mariage Seigland devient également le beau-fils du général Eugène Casimir Lebreton, mort quelques années plus tôt, qui s'était marié en secondes noces avec la mère de Marie-Carlotta.  
Cette union le rapproche enfin indirectement de feu le général Félix Charles Douay puisque celui-ci avait épousé la fille du général Lebreton, Élisa, issue d'une premier lit. 
Mort le 20 novembre 1895 à Paris 2ème, le général Seigland est inhumé au cimetière de Montmartre le 23.

## Carrière militaire[2],[3]

### Débuts militaires (1833-1854)

#### Premiers pas (1833-1844)
Jean-François Florent Seigland entre dans l'armée comme enfant de troupe au 9ème régiment d'artillerie le 25 décembre 1833 où il devient élève-trompette le 1er août 1839. 
Son régiment est envoyé en garnison en Algérie à partir du 4 novembre 1839. Toujours en Algérie, il passe 2ème canonnier au 13ème régiment d'artillerie le 16 décembre 1843 où il commence à préparer le concours d'entrée à l'École spéciale militaire.

#### Élève de l'École spéciale militaire (1845-1847)
Il rentre en métropole le 9 juin 1845 pour intégrer le 14 décembre l’École spéciale militaire en tant qu'élève de la 29ème promotion (promotion d’Ibrahim ou de Pologne). Nommé sous-lieutenant au 43ème régiment d'infanterie le 1er octobre 1847 il ne rejoint pas son affectation et se présente aux examens de l'École d'application d'état-major.

#### À l'École d'application d'état-major (1848-1854)
Il intègre l'École d'application d'état-major le 1er janvier 1848.
Nommé lieutenant du corps d'état-major le 1er janvier 1850 il est stagiaire au 69ème de ligne puis au 5ème régiment de chasseurs où il est promu capitaine de 2ème classe le 19 janvier 1853.
Ses stages terminés, il est en disponibilité le 5 mars 1854.

#### Premier poste en état major (1854-1856)
Il est affecté à l'état-major de la 12ème division militaire le 14 avril où il est maintenu après avoir été nommé capitaine de 1ère classe le 9 avril 1856.

### Campagnes d'Italie (1859) et de Syrie (1860-1861)
Il est affecté à l'état major de la 2ème division du 4ème corps de l'Armée d'Italie du général Niel le 25 avril 1859 et participe à la campagne à partir du 1er mai. C'est en Italie qu'il apprend qu'il est nommé chevalier de la Légion d'honneur le 25 juin. Revenu en France le 5 août, il est nommé à l'état major de la Place de Paris le 21 août 1859.
Nommé à l'état major du général d'Hautpoul dans le corps expéditionnaire de Syrie le 25 juillet 1860, il est en campagne du 8 août 1860 au 3 juillet 1861 avant de revenir à l'état major de la Place de Paris.

### Aide de camp du général Félix Douay (1862-1879)
Le capitaine Seigland est nommé aide de camp du général Félix Douay le 4 novembre 1862, il restera à son service 17 ans. 

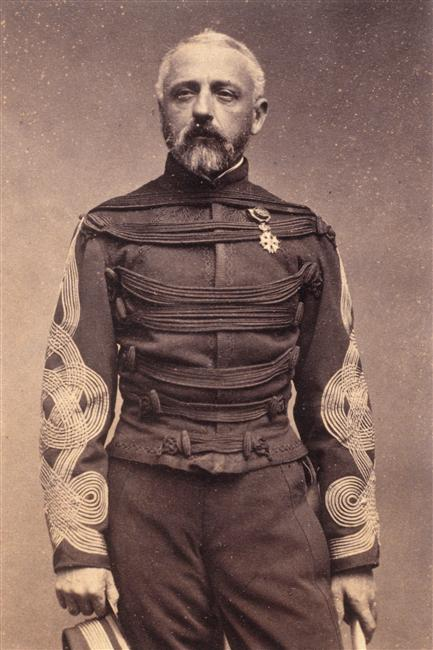
Le général Félix Charles Douay, dont Seigland fut l'aide de camp

#### Campagne du Mexique (1862-1867)
Seigland arrive au Mexique le 16 novembre 1862  sous les ordres du général Douay qui commande successivement la 1ère puis la 2ème division d'infanterie du corps expéditionnaire.
Après la prise de Puebla, le capitaine Seigland est nommé officier de la Légion d'honneur le 23 octobre 1863.
Le 29 janvier 1864 il est cité à l'ordre général comme s'étant "particulièrement distingué à la prise de la place de Teocaltiche".
Il est promu chef d'escadron le 12 août 1864 et revient en France le 24 mars 1867.

#### Affectations en France et guerre franco-prussienne (1867-1870)
Il conserve son poste d'aide de camp du général Félix Douay et le suit lorsqu'il est nommé à la 4ème division d'infanterie du camp de Châlons puis à la 1ère division d'infanterie du 1er corps d'armée (16 août 1867) et enfin au 7ème corps de l'armée du Rhin le 17 juillet 1870.
En campagne à partir du 26 juillet, il est fait prisonnier à Sedan le 2 septembre.

#### Campagne de l'intérieur (1871)
Il rentre en France le 18 mars 1871 et reste affecté comme aide de camp du général Douay qui commande le 4ème corps d'armée de Versailles à partir du 4 avril 1871 et participe à la Campagne intérieure de Paris jusqu'au 7 juin 1871. 

#### En garnison (1871-1879)
Il conserve son affectation au 4ème corps lorsqu'il est nommé lieutenant-colonel le 31 mars 1872 avant de suivre le général Félix Douay en tant que sous-chef d'état-major du 6ème corps d'armée de Châlons-sur-Marne le 1er novembre 1873.
Promu colonel le 23 août 1876, il est maintenu dans cet emploi.

### Fin de carrière (1879-1887)
Le général Clinchant succède au général Félix Douay mort le 5 mai 1879.
Alors que le corps d'état major est supprimé, il passe par tirage au sort dans l'artillerie (hors cadre) le 31 mars 1880 avant d'être nommé le 5 mai chef d'état major du général Schneegans commandant le 8ème corps à Bourges. C'est devant la garnison de Bourges rassemblée qu'il reçoit l'insigne de commandeur de la Légion d'honneur le 7 juillet 1884.
Promu général de brigade le 4 mars 1885, il est maintenu dans sa fonction avant d'atteindre la limite d'âge et d'être placé dans le cadre de réserve le 20 septembre 1887. Il se retire à Toulouse où il est admis à la retraite le 5 novembre suivant.

### États de service
- Enfant de troupe au 9ème régiment d'artillerie le 25 décembre 1833,
- Élève-trompette au 9ème régiment d'artillerie le 1er août 1839
- 2ème canonnier servant au 13ème régiment d'artillerie le 16 décembre 1843
- Élève à l'École spéciale militaire le 14 décembre 1845
- Élève d'élite à l'École spéciale militaire le 3 juillet 1846
- Caporal à l'École spéciale militaire le 29 août 1846
- Sergent-fourrier à l'École spéciale militaire le 7 décembre 1846
- Sous-lieutenant le 1er octobre 1847
  - au 43ème régiment d'infanterie
  - puis élève à l'École d'application d'état-major le 1er janvier 1848
- Lieutenant de Corps d'état-major le 1er janvier 1850
  - stagiaire au 69ème de ligne
  - stagiaire au 5ème régiment de chasseurs
- Capitaine de 2ème classe le 19 janvier 1853
  - disponible le 5 mars 1854
  - à l'état-major de la 12ème division militaire le 14 avril 1854
- Capitaine de 1ère classe le 9 avril 1856
  - à l'état major de la 2ème division du 4ème corps de l'Armée d'Italie le 25 avril 1859
  - à l'état major de la Place de Paris le 21 août 1859
  - à l'état major du général d'Hautpoul dans le corps expéditionnaire de Syrie le 25 juillet 1860
  - à l'état major de la Place de Paris le 15 juin 1861
  - aide de camp du général Félix Douay le 4 novembre 1862
- Chef d'escadron le 12 août 1864
  - prisonnier de guerre à Sedan le 2 septembre 1870
  - entré en france le 18 mars 1871
  - aide de camp du général Félix Douay le 4 avril 1871
- Lieutenant-colonel le 31 mars 1872
  - aide de camp du général Félix Douay
  - Sous-chef d'état major du 6ème corps le 1er novembre 1873
- Colonel le 23 août 1876
  - passé dans l'artillerie (hors cadre) le 31 mars 1880
  - chef d'état major général du 8ème corps le 5 mars 1880
- Général de brigade le 4 mars 1885

## Distinctions

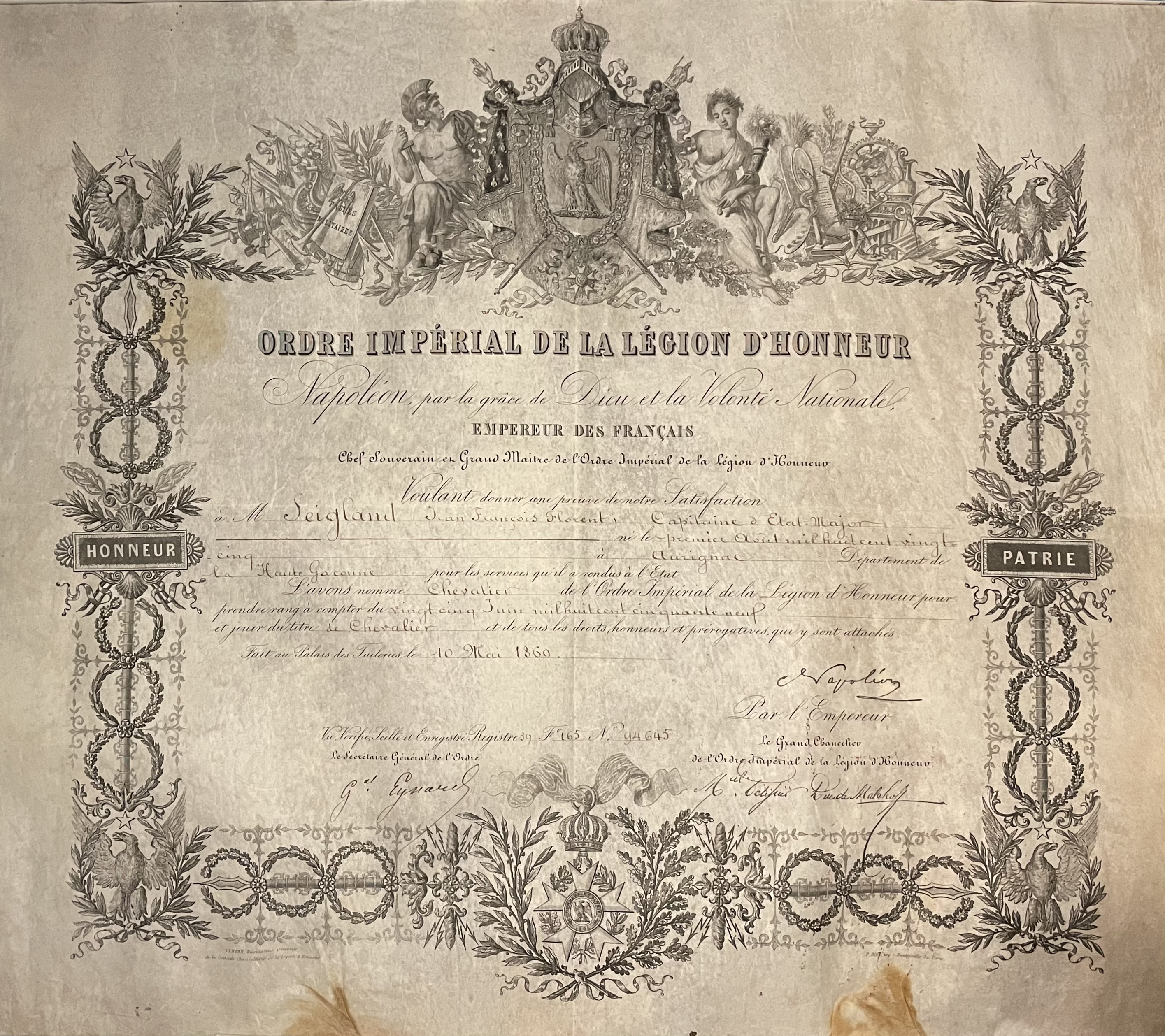
Diplôme de chevalier de la Légion d'honneur

Empire français
- Commandeur de la Légion d'honneur
  - Chevalier le 25 juin 1859
  - Officier le 23 octobre 1863Diplôme de chevalier de la Légion d'honneur
  - Commandeur le 7 juillet 1884
- Médaille commémorative de la campagne d'Italie (1859)
- Médaille commémorative de l'expédition du Mexique (1862)

 Royaume de Sardaigne
- Médaille de la Valeur militaire de Sardaigne le 23 mars 1860

 Empire ottoman
- 5ème classe de l’Ordre du Médjidié le 28 avril 1864

 Empire mexicain
- Officier de l'ordre de Notre-Dame de Guadalupe le 5 août 1864